# Красимир Лазаров (футболист)
Красимир Лазаров (роден на 5 януари 1956), наричан по прякор Въбела, е бивш български футболист, дясно крило. Клубна легенда на Спартак (Плевен), където преминава почти цялата му състезателна кариера. Играл е също в Осъм (Ловеч).

## Биография
Родом от Плевен, Лазаров дебютира за Спартак (Плевен) в А група на 17-годишна възраст през сезон 1973/74. Един от най-изявените футболисти на отбора през втората половина на 70-те, както и през 80-те години на ХХ век. Играе за Спартак в продължение на 14 години, като с екипа на клуба има 11 сезона в А група и 3 сезона в Б група.
Общо на сметката си Лазаров записва 356 мача с 62 гола в първенството – 252 мача с 38 гола в елита и 104 мача с 24 гола във втория ешелон. На 2-ро място във вечната ранглиста на Спартак (Плевен) по мачове в А група и на 5-о място по голове за клуба в елитната дивизия. Напуска плевенчани на 31-годишна възраст през лятото на 1987 г. и преминава във втородивизионния Осъм (Ловеч), където играе през сезон 1987/88.